# Bob O'Leary
Bob O'Leary (Saint Louis, 3 gennaio 1952 – 30 dicembre 1993) è stato un calciatore statunitense, di ruolo centrocampista.

## Carriera

### Club
Si forma calcisticamente nella rappresentativa del St. Louis Community College–Florissant Valley e della Saint Louis University.
Nel 1974 viene ingaggiato dai St. Louis Stars, franchigia della North American Soccer League, restandovi fino al 1977. Suo miglior piazzamento in forza agli Stars fu il raggiungimento delle semifinali nel torneo del 1975, perse contro i Portland Timbers.
Nel 1978 la franchigia degli Stars venne ricollocata ad Anaheim divenendo i California Surf: Jokerst seguì la squadra e rimase nella rosa dei Surf sino al 1979, raggiungendo in entrambe le stagioni di militanza gli ottavi di finale del torneo.
Ha inoltre giocato nei tornei di indoor soccer.

### Nazionale
Il 3 agosto 1973 gioca nella nazionale di calcio degli Stati Uniti d'America un incontro amichevole, la sconfitta per uno a zero contro la Polonia, subentrando nel secondo tempo a Emanuel Georgev.

## Statistiche

### Cronologia presenze e reti in nazionale
| Cronologia completa delle presenze e delle reti in nazionale ― Stati Uniti | Cronologia completa delle presenze e delle reti in nazionale ― Stati Uniti | Cronologia completa delle presenze e delle reti in nazionale ― Stati Uniti | Cronologia completa delle presenze e delle reti in nazionale ― Stati Uniti | Cronologia completa delle presenze e delle reti in nazionale ― Stati Uniti | Cronologia completa delle presenze e delle reti in nazionale ― Stati Uniti | Cronologia completa delle presenze e delle reti in nazionale ― Stati Uniti | Cronologia completa delle presenze e delle reti in nazionale ― Stati Uniti |
| Data                                                                       | Città                                                                      | In casa                                                                    | Risultato                                                                  | Ospiti                                                                     | Competizione                                                               | Reti                                                                       | Note                                                                       |
| -------------------------------------------------------------------------- | -------------------------------------------------------------------------- | -------------------------------------------------------------------------- | -------------------------------------------------------------------------- | -------------------------------------------------------------------------- | -------------------------------------------------------------------------- | -------------------------------------------------------------------------- | -------------------------------------------------------------------------- |
| 3-8-1973                                                                   | Chicago                                                                    | Stati Uniti                                                                | 0 – 1                                                                      | Polonia                                                                    | Amichevole                                                                 | -                                                                          | 46’                                                                        |
| Totale                                                                     |                                                                            | Presenze                                                                   | 1                                                                          |                                                                            | Reti                                                                       | 0                                                                          |                                                                            |